# Lise med parasoll
Lise med parasoll (franska: Lise – La femme à l'ombrelle) är en oljemålning av den franske konstnären Auguste Renoir från 1867. Den ingår i Museum Folkwangs samlingar i Essen sedan 1901.
Målningen är ett porträtt av Lise Tréhot (1848–1922) i Fontainebleauskogen söder om Paris. Tréhot var Renoirs flickvän och favoritmodell från omkring 1865 och fram till 1872. Målningen är en av Renoirs tidigaste och stilmässigt befinner han sig i övergången mellan realism och impressionism.